# Новоельнянский сельсовет
Новоельнянский сельсовет — административная единица на территории Дятловского района Гродненской области Республики Беларусь. Административный центр — городской посёлок Новоельня.

## Состав
Новоельнянский сельсовет включает 1 населённый пункт:
- Новоельня — городской посёлок

## Достопримечательности
- Церковь Рождества Пресвятой Богородицы (1876—1879) в г. п. Новоельня